# پتانسیل تاخیری
در الکترودینامیک، پتانسیل‌های تأخیری (به انگلیسی: retarded potentials) یا پتانسیل‌های دیررَس، پتانسیل‌های الکترومغناطیسی میدان الکترومغناطیسی هستند که توسط جریان الکتریکی متغیر با زمان یا توزیع بار در گذشته ایجاد شده‌اند. میدان‌ها با سرعت نور c منتشر می‌شوند، بنابراین تأخیر میدان‌هایی که علت و معلول را در زمان‌های قبل و بعد هم‌بَند (به انگلیسی: connecting) می‌کنند یک عامل مهم است: انتشار سیگنال از نقطه‌ای در توزیع بار یا جریان (نقطه علت) به نقطه دیگری در فضا (جایی که اثر آن (معلول) اندازه‌گیری می‌شود)، زمان محدودی طول می‌کشد.

## در پیمانه لورنز

بردارهای r و ′r مورد استفاده در محاسبه

نقطه شروع معادلات ماکسول در فرمول پتانسیل با استفاده از پیمانه لورنز است:
{\displaystyle \Box \varphi ={\dfrac {\rho }{\epsilon _{0}}}\,,\quad \Box \mathbf {A} =\mu _{0}\mathbf {J} }
که در آن φ(r, t) پتانسیل الکتریکی و A(r, t) پتانسیل بردار مغناطیسی است، برای منبع دلخواه چگالی بار ρ(r, t) و چگالی جریان J(r, t)، و {\displaystyle \Box } عملگر دالامبر است. حل اینها پتانسیل‌های تاخیری زیر را به‌دست می‌دهد (همه در واحدهای SI).

### برای میدان‌های وابسته به زمان
برای میدان‌های وابسته به زمان، پتانسیل‌های تاخیری عبارتند از:
{\displaystyle \mathrm {\varphi } (\mathbf {r} ,t)={\frac {1}{4\pi \epsilon _{0}}}\int {\frac {\rho (\mathbf {r} ',t_{r})}{|\mathbf {r} -\mathbf {r} '|}}\,\mathrm {d} ^{3}\mathbf {r} '}
{\displaystyle \mathbf {A} (\mathbf {r} ,t)={\frac {\mu _{0}}{4\pi }}\int {\frac {\mathbf {J} (\mathbf {r} ',t_{r})}{|\mathbf {r} -\mathbf {r} '|}}\,\mathrm {d} ^{3}\mathbf {r} '\,.}
که در اینجا r نقطه‌ای در فضا است، t زمان است،
{\displaystyle t_{r}=t-{\frac {|\mathbf {r} -\mathbf {r} '|}{c}}}
زمان تأخیری است و ' d۳r مقیاس انتگرالگیری با استفاده از 'r است.
از φ(r, t) و A (r, t) می‌توان میدان‌های E (r, t) و B(r, t) را با استفاده از تعاریف پتانسیل محاسبه کرد:
{\displaystyle -\mathbf {E} =\nabla \varphi +{\frac {\partial \mathbf {A} }{\partial t}}\,,\quad \mathbf {B} =\nabla \times \mathbf {A} \,.}
و این منجر به معادلات جفیمنکو می‌شود. پتانسیل‌های پیشروی مربوط، به جز زمان پیشروی، شکل یکسانی دارند
{\displaystyle t_{a}=t+{\frac {|\mathbf {r} -\mathbf {r} '|}{c}}}
زمان تاخیری را جایگزین می‌کند.

### در مقایسه با پتانسیل‌های ایستا برای میدان‌های مستقل از زمان
در صورتی که میدان‌ها مستقل از زمان باشند (میدان‌های الکترواستاتیک و مغناطیس استاتیک)، مشتقات زمانی در {\displaystyle \Box } عملگرهای میدان‌ها صفر هستند و معادلات ماکسول کاهش می‌یابد به:
{\displaystyle \nabla ^{2}\varphi =-{\dfrac {\rho }{\epsilon _{0}}}\,,\quad \nabla ^{2}\mathbf {A} =-\mu _{0}\mathbf {J} \,,}
که در آن ۲∇ معادله لاپلاسی است که به شکل معادله پواسون در چهار مولفه (یکی برای φ و سه‌تا برای A) است و جواب‌ها عبارتند از:
{\displaystyle \mathrm {\varphi } (\mathbf {r} )={\frac {1}{4\pi \epsilon _{0}}}\int {\frac {\rho (\mathbf {r} ')}{|\mathbf {r} -\mathbf {r} '|}}\,\mathrm {d} ^{3}\mathbf {r} '}
{\displaystyle \mathbf {A} (\mathbf {r} )={\frac {\mu _{0}}{4\pi }}\int {\frac {\mathbf {J} (\mathbf {r} ')}{|\mathbf {r} -\mathbf {r} '|}}\,\mathrm {d} ^{3}\mathbf {r} '\,.}
اینها نیز مستقیماً از پتانسیل‌های تاخیری پیروی می‌کنند.

## در پیمانه کولن
در پیمانه کولن، معادلات ماکسول هستند:
{\displaystyle \nabla ^{2}\varphi =-{\dfrac {\rho }{\epsilon _{0}}}}
{\displaystyle \nabla ^{2}\mathbf {A} -{\dfrac {1}{c^{2}}}{\dfrac {\partial ^{2}\mathbf {A} }{\partial t^{2}}}=-\mu _{0}\mathbf {J} +{\dfrac {1}{c^{2}}}\nabla \left({\dfrac {\partial \varphi }{\partial t}}\right)\,,}
اگرچه جواب‌ها با موارد بالا مغایرت دارند، از آنجایی که A یک پتانسیل تأخیری است، اما φ فوراً تغییر می‌کند، که داده می‌شود توسط:
{\displaystyle \varphi (\mathbf {r} ,t)={\dfrac {1}{4\pi \epsilon _{0}}}\int {\dfrac {\rho (\mathbf {r} ',t)}{|\mathbf {r} -\mathbf {r} '|}}\mathrm {d} ^{3}\mathbf {r} '}
{\displaystyle \mathbf {A} (\mathbf {r} ,t)={\dfrac {1}{4\pi \varepsilon _{0}}}\nabla \times \int \mathrm {d} ^{3}\mathbf {r'} \int _{0}^{|\mathbf {r} -\mathbf {r} '|/c}\mathrm {d} t_{r}{\dfrac {t_{r}\mathbf {J} (\mathbf {r'} ,t-t_{r})}{|\mathbf {r} -\mathbf {r} '|^{3}}}\times (\mathbf {r} -\mathbf {r} ')\,.}
این یک مزیت و یک عیب پیمانه کولن را نشان می‌دهد - φ به راحتی از توزیع بار ρ قابل محاسبه است اما A به راحتی از توزیع جریان j قابل محاسبه نیست. با این حال، به شرطی که بخواهیم پتانسیل‌ها در بی‌نهایت ناپدید شوند، می‌توان آن‌ها را به‌طور منظم بر حسب میدان‌ها بیان کرد:
{\displaystyle \varphi (\mathbf {r} ,t)={\dfrac {1}{4\pi }}\int {\dfrac {\nabla \cdot \mathbf {E} (\mathbf {r} ',t)}{|\mathbf {r} -\mathbf {r} '|}}\mathrm {d} ^{3}\mathbf {r} '}
{\displaystyle \mathbf {A} (\mathbf {r} ,t)={\dfrac {1}{4\pi }}\int {\dfrac {\nabla \times \mathbf {B} (\mathbf {r} ',t)}{|\mathbf {r} -\mathbf {r} '|}}\mathrm {d} ^{3}\mathbf {r} '}

## در گرانش خطی‌سازی‌شده
پتانسیل تأخیری در نسبیت عام خطی‌سازی‌شده تقریباً مشابه حالت الکترومغناطیسی است. تانسور رَد-معکوس {\textstyle {\tilde {h}}_{\mu \nu }=h_{\mu \nu }-{\frac {1}{2}}\eta _{\mu \nu }h} نقش پتانسیل چهار بردار، پیمانه هارمونیک را بازی می‌کند {\displaystyle {\tilde {h}}^{\mu \nu }{}_{,\mu }=0} جایگزین پیمانه الکترومغناطیسی لورنز، معادلات میدان هستند {\displaystyle \Box {\tilde {h}}_{\mu \nu }=-16\pi GT_{\mu \nu }} و جواب موج تاخیری است: {\displaystyle {\tilde {h}}_{\mu \nu }(\mathbf {r} ,t)=4G\int {\frac {T_{\mu \nu }(\mathbf {r} ',t_{r})}{|\mathbf {r} -\mathbf {r} '|}}\mathrm {d} ^{3}\mathbf {r} '.} با استفاده از واحدهای SI، عبارت باید بر {\displaystyle c^{4}} تقسیم شود همان‌طور که می‌توان با تحلیل ابعادی تأیید کرد.

## وقوع و کاربرد
یک نظریه چندجسمی که شامل میانگین پتانسیل‌های تاخیری و پیشروی لینارد-ویچرت است ، نظریه جاذب ویلر-فاینمن است که به عنوان نظریه متقارن زمان ویلر-فاینمن نیز شناخته می‌شود.
در گرانش، نمونه‌های کاربردی برای محاسبه انحرافات در مدار ماهواره‌ها، قمرها یا سیارات وجود دارد. ناهنجاری‌های موجود در منحنی‌های چرخش بیش از صد کهکشان مارپیچی از انواع مختلف را نیز می‌توان توضیح داد. برای این منظور از داده‌های مجموعه کهکشان SPARC (نورسنجی اسپیتزر و منحنی‌های چرخش دقیق) که با تلسکوپ فضایی اسپیتزر ثبت شده است، استفاده شد. به این ترتیب، نه فرض ماده تاریک و نه اصلاح نسبیت عام برای توضیح مشاهدات مورد نیاز نیست. در مقیاس‌های بزرگ‌تر، پتانسیل‌های گرانشی تاخیری منجر به اثراتی مانند انبساط شتاب‌زده می‌شود که منجر به یک جهان همسانگرد، اما نه همگن با پوسته بیرونی ماده تاریک با چگالی جرمی افزایش‌یافته و همچنین یک انتقال به سرخ  گرانشی شدید اجرام نجومی دوردست می‌شود.

## مثال
پتانسیل بار با سرعت یکنواخت در یک خط مستقیم در نقطه‌ای که در موقعیت اخیر قرار دارد وارونگی دارد. پتانسیل در جهت حرکت تغییر نمی‌کند.